# キャシー・コーネリアス
キャシー・コーネリアス（Kathy Cornelius、1932年10月27日 – ）は、アメリカ合衆国の女子プロゴルファー。

## 来歴
出生名キャシー・マッキノンとしてマサチューセッツ州ボストンで生まれ、フロリダ・サザン・カレッジに通った。当時は同校に女子ゴルフチームが無かったため、男子チームでプレーしていた。1953年にプロ転向、同年プロゴルファーのビル・コーネリアスと結婚した。1956年からLPGAツアーに参戦、ルーキーシーズンに彼女の唯一のメジャー選手権制覇となる全米女子オープンを含む2勝を挙げた。LPGAツアーで通算6勝、1973年には自己ベストである賞金ランキング8位を達成した。通算で12回、マネーランキング20位以内に入った（1957 – 65年、1971 – 73年）。
1985年、夫と共にアリゾナ州に本拠を置くゴルフ・クラブ会社「Magique Golf」を設立し、1999年まで経営していた。娘のケイが1981年の全米女子ジュニア選手権で優勝し、USGA選手権で優勝した唯一の母娘ペアとなった。

## プロ戦績

### LPGAツアー (6勝)
- 1956年 (2勝) セントピーターズバーグ・オープン[3]、全米女子オープン
- 1959年 (1勝) コスモポリタン・オープン（英語版）[4]
- 1961年 (1勝) ティピカヌー・オープン（英語版）[5]
- 1972年 (1勝) ブルーグラス・インビテーショナル[6]
- 1973年 (1勝) シーリー＝ファベルジュ・クラシック（英語版）[7]

### その他の勝利 (2勝)
- 1956年: ホット・スプリングス・4ボール・インビテーショナル（ビバリー・ハンソンと）
- 1962年: ベーブ・ザハリアス・オープン（英語版）（ベッツィー・ロールズとタイ)

## メジャー選手権

### 勝利 (1勝)
| 年     | 選手権           | スコア               | ストローク差 | 2位の選手                        |
| ------ | ---------------- | -------------------- | ------------ | -------------------------------- |
| 1956年 | 全米女子オープン | +7 (73-77-73-79=302) | プレーオフ1  | バーバラ・マッキンタイア（アマ） |

1 18ホールのプレーオフで、コーネリアスが75、マッキンタイアが82。